# Montesa Crono
La Montesa Crono fou un model de motocicleta de turisme fabricat per Montesa entre 1978 i 1984. Al llarg de la seva vida comercial se'n produïren diverses versions, totes elles amb les mateixes característiques generals: motor de dos temps monocilíndric refrigerat per aire, bastidor de bressol simple desdoblat sobre el motor (doble en la versió superior), llandes d'aliatge, frens de disc (a partir de 1981) i amortidors de forquilla convencional davant i telescòpics darrere. Atès que la Crono era la resposta al llançament per part de Bultaco de la Streaker (una motocicleta esportiva destinada als adolescents), inicialment s'oferia en les cilindrades de 75 i 125 cc. Més tard, se n'amplià la gamma amb la Crono 350, equipada amb un potent motor de 349 cc derivat del de la Cappra.
La Crono fou la darrera moto de carretera desenvolupada per Montesa i el seu llançament anà acompanyat d'un fort desplegament publicitari, amb campanyes promocionals de màrqueting que obtingueren força repercussió mediàtica, especialment les anomenades Operació Crono i Copa Crono. La primera fou una acció promocional en què tres Montesa Crono 75 varen recórrer més de 9.000 km per l'estat espanyol durant els mesos d'octubre i novembre de 1978, mentre que la segona fou una fórmula promocional de competició adreçada als joves, amb diverses curses programades arreu de l'estat durant el 1979. Un dels participants més destacats d'aquesta Copa fou Carles Cardús, anys a venir pilot de renom al mundial de motociclisme.

## Història
Després d'uns anys dedicant-se fonamentalment al fora d'asfalt, el 1978 Montesa tornà a interessar-se per la carretera i desenvolupà la Crono, una petita esportiva basada en la mecànica de la Cota 74 de trial i, més específicament, en la de l'Enduro 125. El motor mantenia la caixa de canvis de 6 velocitats d'aquests models i oferia un tarannà més de turisme pur -i, doncs, menys esportiu- que la seva principal rival, la Bultaco Streaker (tarannà que es copsava, per exemple, en els seus frens de tambor, quan la Streaker els duia de disc). Amb la Crono, Montesa s'anticipava al declivi de l'aleshores important mercat de la moto de fora d'asfalt, iniciat pocs anys després.

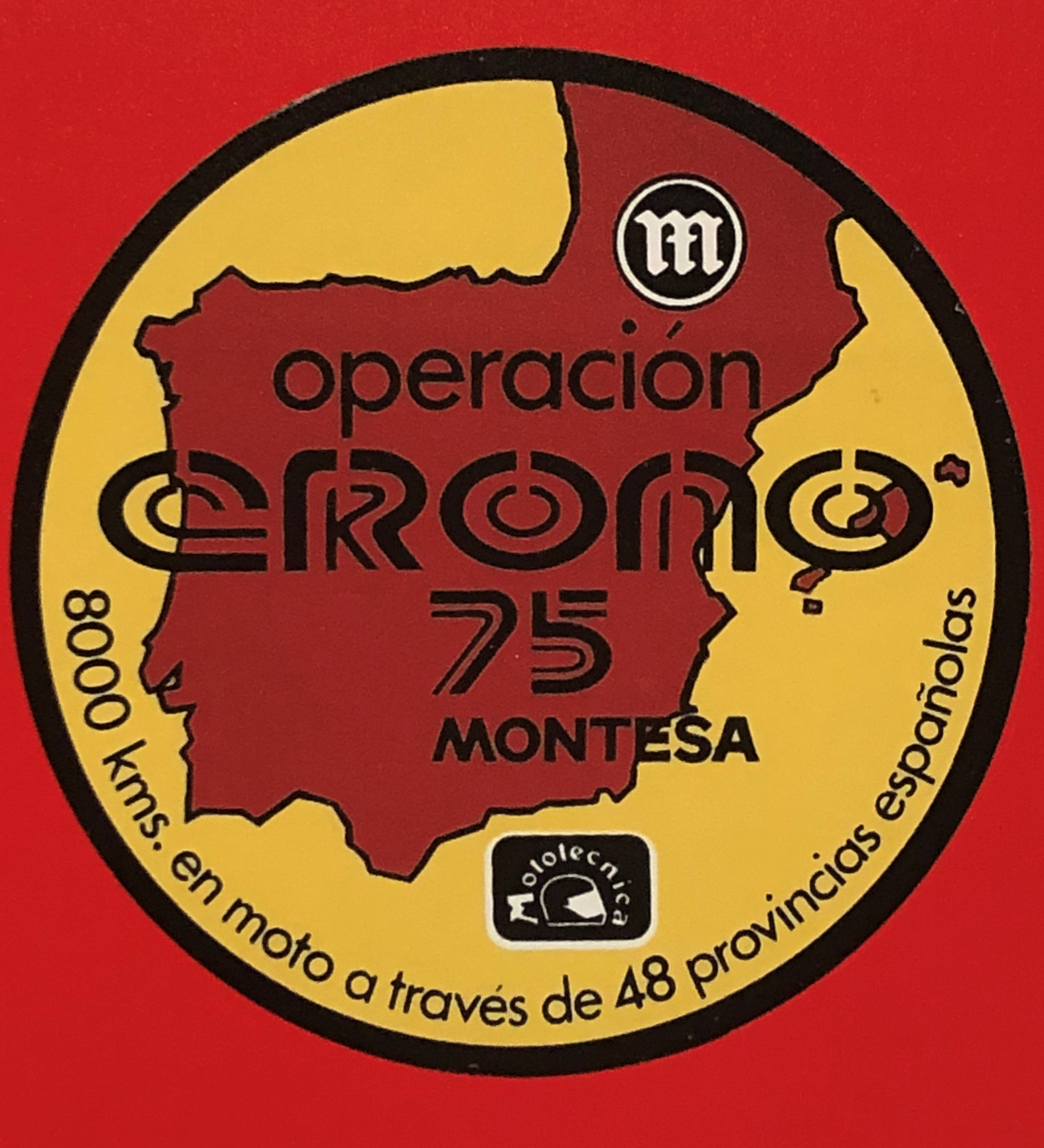
Adhesiu de l'Operació Crono 75

El 1981, l'empresa llançà el model superior de la gamma, la Crono 350, una moto de turisme de disseny clàssic que adoptava el sistema de frenada amb dos discs i una nova encesa electrònica Motoplat, alhora que canviava l'original color vermell de les petites Crono pel gris. Totes aquestes novetats s'incorporaren poc després a la nova versió dels models de 75 i 125 cc, que estèticament esdevenien una rèplica en petit de la 350.
La Crono es mantingué en producció uns anys fins que, el 1982, Montesa optà per centrar la seva producció de motos de carretera en la nova Impala 2, una reedició rejovenida de la històrica Montesa Impala que la s'havia deixat de fabricar el 1971. Tot i així, algunes unitats de Crono 350 se seguiren fabricant fins als volts de 1984, quan Montesa ja havia entrar dins l'òrbita d'Honda.

### Operació Crono
L'«Operació Crono 75» (inspirada en l'Operació Impala que s'havia organitzat el 1962 amb motiu del llançament de la Montesa Impala), tenia per finalitat presentar al públic la nova moto de turisme de l'empresa i demostrar-ne alhora la fiabilitat. Tres Montesa Crono 75 varen recórrer 9.420 quilòmetres per 48 províncies espanyoles durant els mesos d'octubre i novembre de 1978, tot fent parades en 89 agències oficials de Montesa repartides per les Illes Balears i la península. Es tractava d'una mena de ral·li per relleus: dues motos les havien de portar dos treballadors de Montesa (Lluís Cantó i Esteve Soler) durant tota l'operació, mentre l'altra aniria canviant de mans d'agència en agència, pilotada en cada etapa per un agent de la marca que s'encarregaria de portar-la a la següent (o bé per altres integrants de l'expedició, com ara Xavier Canals, de Montesa, i els periodistes de la revista Solo Moto Eduard Rubio i Agustí Rivière). Es comptava a més amb un cotxe de suport, un Supermirafiori cedit per SEAT per a l'ocasió.
L'operació es va fer en unes condicions climatològiques molt dures, ja que a causa de l'època de l'any en què es va realitzar es trobaren amb molta pluja, fred, neu i gel.

### Copa Crono
La «Copa Crono», coneguda també com a «Trofeu Montesa Crono», fou una fórmula promocional de competició que organitzà Montesa el 1979 en col·laboració amb la federació espanyola de motociclisme (RFME, Real Federación Motociclista Española), amb la finalitat de promoure alhora el motociclisme de velocitat i el nou model de carretera juvenil de la marca. La participació es reservava a pilots de 16 anys en endavant que hi correguessin amb una Crono de 75 o de 125 cc (hi havia dues categories establertes, una per a cadascuna d'aquestes dues cilindrades). Els guanyadors finals varen ser Alfons Mañer, en categoria de 75 cc, i Antoni de Riba en la de 125 cc. Val a dir que en aquesta darrera categoria qui més va destacar fou Carles Cardús, però aquest perdé finalment la Copa a causa d'una caiguda a la cursa de Granollers.
La Copa coincidí en el temps amb una altra d'idèntic propòsit, la Copa Bultaco Streaker, i per aquest motiu passà una mica inadvertida. A diferència de la copa que organitzava Bultaco, en què les Streaker participants havien de ser d'estricta sèrie, a la Copa Crono s'hi admetien motocicletes preparades per a competició, amb motors modificats.

## Versions

### Llista de versions produïdes
| Versió                    | Id. Model                 | Cilindrada                | Anys                      | Núm. Sèrie                | Unitats | Pintura dipòsit |
| ------------------------- | ------------------------- | ------------------------- | ------------------------- | ------------------------- | ------- | --------------- |
| Crono 75 "78"             | 42M                       | 75                        | 1978 - 1981               | 42M0001                   | 1.400   | Vermell         |
| Crono 125 "78"            | 52M                       | 125                       | 1978 - 1981               | 52M0001                   | 400     | Vermell         |
|                           |                           |                           |                           |                           |         |                 |
| Crono 75 "81"             | 42M                       | 75                        | 1981 - 1983               | 42M0001                   | 1.400   | Gris            |
| Crono 125 "81"            | 52M                       | 125                       | 1981 - 1983               | 52M0001                   | 400     | Gris            |
|                           |                           |                           |                           |                           |         |                 |
| Crono 350                 | 55M                       | 350                       | 1981 - 1984               | 55M0001                   | ?       | Gris            |
| Total d'unitats produïdes | Total d'unitats produïdes | Total d'unitats produïdes | Total d'unitats produïdes | Total d'unitats produïdes | 1.800   |                 |

Notes
1. 1 2  El total de 1.400 engloba les fabricades de la versió "78" més les de la "81"
2. 1 2  El total de 400 engloba les fabricades de la versió "78" més les de la "81"
3. ↑  Vermell a les darreres versions
4. ↑  Sense comptar les de la Crono 350

### 78
Les primeres Crono tenien un aspecte esportiu, vermelles i amb un conjunt dipòsit-selló d'una sola peça. Algunes de les seves característiques destacades eren l'encesa per magneto alternador al volant, comptaquilòmetres i comptarevolucions electrònics, tancament antirobatori, tap del dipòsit de benzina amb pany, caixa i equip eines, rodes amb vàlvula de seguretat, manillar amb fixació elàstica antivibracions i goma antivibració als estreps del pilot.
Fitxa tècnica
| • Dimensions |
| --- |
| - Longitud màxima: 1.870 mm - Distància entre eixos: 1.240 mm - Alçada selló: 840 mm - Alçada mínima sobre el terra: 270 mm - Ample manillar: 615 mm |

| • Altres                                                |
| ------------------------------------------------------- |
| - Encesa: Motoplat 9600093 - Velocitat màxima: 102 km/h |

| • Dimensions |
| --- |
| - Longitud màxima: 1.870 mm - Distància entre eixos: 1.240 mm - Alçada selló: 840 mm - Alçada mínima sobre el terra: 270 mm - Ample manillar: 615 mm |

| • Altres                                                |
| ------------------------------------------------------- |
| - Encesa: Motoplat 9600455 - Velocitat màxima: 116 km/h |

### 81
La segona versió de la Crono abandonava el color vermell original i n'adoptava un de gris idèntic al de la Crono 350, alhora que incorporava també un petit carenat al voltant del far. Altres característiques seves n'eren l'encesa per magneto alternador al volant Motoplat, rodes integrals de set raigs, compartiment per a les eines, comptarevolucions electrònic, tancament antirobatori, tap del dipòsit de benzina amb clau i rodes amb vàlvula de seguretat.
Fitxa tècnica
| • Altres                                                    |
| ----------------------------------------------------------- |
| - Encesa: Motoplat electrònica - Velocitat màxima: 102 km/h |

| • Altres                                                    |
| ----------------------------------------------------------- |
| - Encesa: Motoplat electrònica - Velocitat màxima: 116 km/h |

### 350
La Crono 350 incloïa diverses millores tècniques, entre elles volant electrònic Motoplat, bateria de 12V (12A x h), far halogen, intermitents, comptarevolucions electrònic, tancament antirobatori, tap del dipòsit de benzina amb clau, rodes amb vàlvula de seguretat, manillar amb fixació elàstica, parafangs d'acer inoxidable i sistema de greixatge separat. Les llandes eren d'aliatge lleuger i l'alimentació, per la falda del pistó.
Estèticament, la moto adoptava un aspecte agressiu, amb la combinació del color gris argentat del dipòsit ressaltat amb una orla vermella, tot trencant deliberadament amb les línies sòbries i suaus de la Impala, la històrica moto de turisme de la marca. El selló es completava amb un colín (cua aerodinàmica) i un petit carenat acollia el far i la instrumentació. Pel que fa a les rodes, testimoniaven les primeres relacions de Montesa amb Honda, ja que eren rèpliques de les cèlebres Comstar popularitzades per la marca japonesa (consistents en una llanda d'alumini reblada amb pals d'aliatge). El motor era el típic de la Cappra i es caracteritzava pel seu perfil ondulat i un gran silenciador negre mat, collat a un tub d'escapament cromat.
Un cop en marxa, la Crono 350 era ràpida i eficaç, però les fortes vibracions del seu motor en feien la conducció molt incòmoda i aquest handicap va fer que les vendes no s'enfilessin gaire. En canvi, en el vessant competitiu la moto va tenir molt bona acollida i se'n varen fer servir moltes en tota mena de curses i campionats, ja fos amb petites modificacions o en forma de prototipus altament especialitzats. A més, el 1982 Montesa en va comercialitzar una versió especial, la Crono 350 MS, amb més diàmetre de carburador i preparada específicament per a la nova fórmula de competició creada per la revista Motociclismo, les Motociclismo Series (d'aquí el nom MS). Una d'aquestes Crono MS va guanyar el Campionat estatal de Fórmula II i una altra fou segona a les Motociclismo Series de 1982.
Fitxa tècnica
| • Dimensions |
| --- |
| - Longitud màxima: 1.990 mm - Distància entre eixos: 1.360 mm - Alçada selló: 800 mm - Alçada mínima sobre el terra: 180 mm |

| • Altres                                                            |
| ------------------------------------------------------------------- |
| - Encesa: Motoplat electrònica 0615012 - Velocitat màxima: 160 km/h |

Notes
1. ↑  12:1 segons unes altres fonts.[4][24]
2. ↑  27 CV a 5.450 rpm segons una altra font.[4]
3. ↑  Amb 2 combinacions.[4]
4. ↑  Vermell a les darreres versions.[5]
5. ↑  167 km/h segons una altra font.[4]